# Provincia senatorial

El Imperio Romano en el año 117. En color rosado (fuera de Italia) se muestran las provincias senatoriales.

Una provincia senatorial (latín: provincia populi Romani, "provincia del pueblo Romano") era una provincia romana durante el Principado en la cual el senado romano tenía el derecho de designar al gobernador (procónsul). Estas provincias estaban ubicadas lejos de las fronteras exteriores del Imperio romano y era muy poco probable se produjeran rebeliones en ellas, y por lo tanto tenían muy pocas (si es que alguna) legiones estacionadas en ellas, con lo cual disminuía la probabilidad de que el senado pudiera quitarle poder al Emperador. Estas provincias estaban en la costa del Mar Mediterráneo.
Poco después de que Augusto tomara el gobierno, las provincias fueron agrupadas en dos categorías: provincias imperiales y provincias senatoriales.
En el año 14 las provincias senatoriales eran las siguientes:
- Achaea
- África
- Asia
- Creta et Cyrenaica
- Chipre
- Gallia Narbonensis
- Hispania Baetica
- Macedonia (Macedonia y Thessalia)
- Pontus et Bithynia
- Sicilia